# Vermilynx jasoni
Vermilynx jasoni är en tvåvingeart som beskrevs av Elisabeth K. Stuckenberg 1996. Vermilynx jasoni ingår i släktet Vermilynx och familjen Vermileonidae. Inga underarter finns listade i Catalogue of Life.